# 肠抑胃素
腸抑胃泌素（英語：Enterogastrone）是指小肠上部（十二指肠）黏膜分泌到消化道上游的激素。在进食脂肪后，小肠黏膜可以释放肠抑胃素，抑制胃液的分泌和食糜的运动。
例子包括：
- 促胰液素[1]
- 膽囊收縮素[2]
- 胃抑制性肽[3]